# Instituto Cervantes (Praha)
Instituto Cervantes Praga je jednou z poboček španělské kulturní organizace Instituto Cervantes. Pražská pobočka sídlí v ulici Na Rybníčku 6 na Novém Městě v Praze 2. Na téže adrese je také pobočka zastoupení Španělského království.

## Činnost

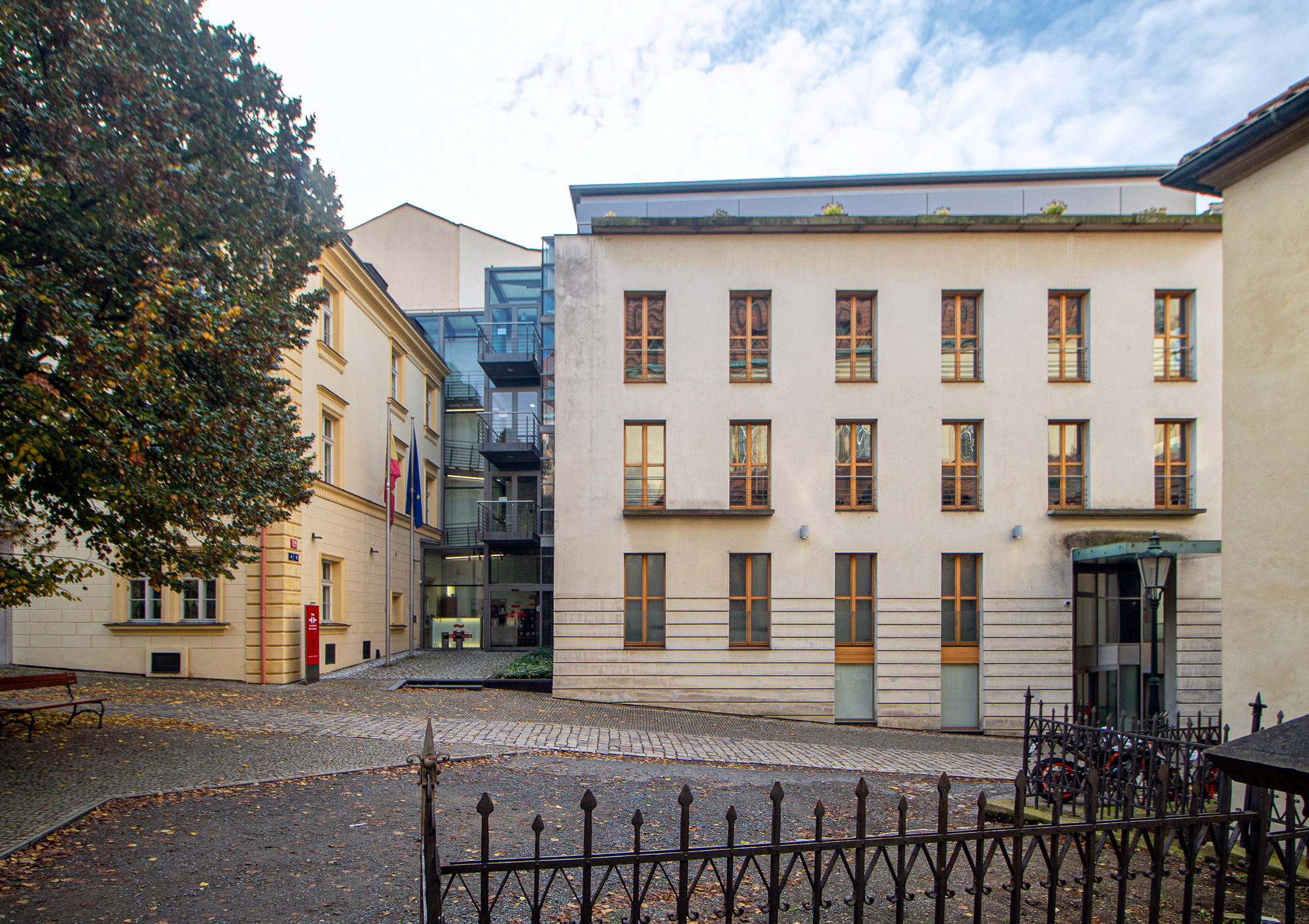
Pražská pobočka Instituto Cervantes

Instituto Cervantes Praga pravidelně nabízí kurzy španělského jazyka, pořádá kulturní akce týkající se hispánské kultury a zájemcům o literaturu, hudbu a film je k dispozici rozsáhlá knihovna v nejvyšším patře budovy.
Ze španělštiny je na Institutu Cervantes možné skládat mezinárodní zkoušky DELE. Dále je též možné zde i kurzy ostatních jazyků Španělského království, tzn. katalánštinu, galicijštinu, asturštinu či baskičtinu.